# Liste der Lokomotiven der Prinz-Heinrich-Bahn
Die Liste der Lokomotiven der Prinz-Heinrich-Bahn führt Lokomotiven der Luxemburger Prinz-Heinrich-Eisenbahn (Chemins de fer Prince Henri) auf, die von 1869 bis in den Zweiten Weltkrieg hinein bestand.
| Reihe | Bahnnummern  | DR-Nummern   | CFL-Nummern | Anzahl | Baujahre  | Bauart       | Bemerkungen                                                |
| ----- | ------------ | ------------ | ----------- | ------ | --------- | ------------ | ---------------------------------------------------------- |
| A     | 1–9          |              |             | 9      | 1871+73   | C n2t        | Tubize Bauart 10                                           |
| B     | 21–24        |              |             | 4      | 1875      | C n2t        | Tubize Bauart 14                                           |
| C     | 51–65, 67–68 |              |             | 17     | 1874+1900 | C n2         | Tubize Bauart 2                                            |
| C     | 66           |              |             | 1      | ?         | 1B od. B1 n2 | 1899 in den Niederlanden gebraucht gekauft                 |
| D     | 91–98        |              |             | 8      | 1870–94   | B1 n2t       | Tubize Bauart 6                                            |
| D     | 99           |              |             | 1      | 1887      | C n2t        | 1900 in den Niederlanden gebraucht gekauft                 |
| E     | 31–37        | 71 601–607   | 2001–2007   | 7      | 1900–06   | 1'B1' n2t    | wie preuß. T 51; 1922–28 auf Heißdampf umgebaut            |
| F     | 151–152      |              |             | 2      | 1902      | C n2t        | wie preuß. T 3; 1940/41 verkauft                           |
| G     | 101–103      | 92 2701–2703 | 4001–4003   | 3      | 1904      | D n2t        | 1922 auf Heißdampf umgebaut                                |
| G'    | 104–106      | 92 2711–2713 | 4201–4203   | 3      | 1906      | D n2t        | 1925/26 auf Heißdampf umgebaut                             |
| H     | 201–205      | 75 641–645   | 3302, 3303  | 5      | 1908      | 1'C1' n2t    | 1922–32 auf Heißdampf umgebaut                             |
| H'    | 206–215      | 75 651–660   | 3401…3410   | 10     | 1913      | 1'C1' h2t    |                                                            |
| I     | 401–405      | 57 901–905   | 5101–5105   | 5      | 1913      | E h2         |                                                            |
| K     | 451–461      | 57 2773–2783 | 5201…5211   | 11     | 1913–21   | E h2         | ex preuß. G 10; 1923 aus Belgien angekauft                 |
| L     | 251–263      | 75 1121–1133 | 3501…3513   | 13     | 1914–18   | 1'C1' h2t    | ex bad. VI c, 1923 aus Belgien angekauft                   |
| M     | 301–302      |              |             | 2      | 1897      | B n2t        | Spurweite 700 mm; für die Erzbahn Differdingen–Thillenberg |
| M     | 303–304      |              |             | 2      | 1907+13   | B n2t        | Spurweite 700 mm; für die Erzbahn Differdingen–Thillenberg |
| N     | 311–312      | 99 291–293   | 361–362     | 2      | 1904      | C n2t        | Spurweite 1000 mm; für die Schmalspurbahn Grundhof–Befort  |
| O     | 501–504      | 58 2145–2148 | 5401–5404   | 4      | 1918      | 1'E h3       | ex preuß. G 12; 1926 aus Belgien angekauft                 |
| O'    | 505–507      | 58 601–603   | 5301, 5303  | 3      | 1917      | 1'E h3       | ex preuß. G 12 (Bauart CFOA); 1927 aus Belgien angekauft   |